# Toto IV
Toto IV is het vierde studioalbum van de Amerikaanse band Toto, uitgegeven in 1982. Na de mindere verkoopcijfers van Turn Back, dat stevig is qua muziek, vond men op Toto IV de juiste combinatie tot succes. Van het album werd een aantal singles getrokken die wereldwijd hits worden: "Make Believe", "I won't hold you back" en "Waiting for your love"; maar vooral "Africa" en "Rosanna" kenden succes.

## Grammy Awards 1983
De band, het album en de single "Rosanna" wonnen in 1983 in totaal zes Grammy Awards:
- Record of the Year: Toto voor "Rosanna"
- Album of the Year: Toto voor "Toto IV"
- Beste instrumentale arrangement voor zangbegeleiding: Jerry Hey, David Paich & Jeff Porcaro voor "Rosanna"
- Beste zangarrangement: David Paich voor "Rosanna"
- Beste techniek: Al Schmitt, David Leonard, Greg Ladanyi & Tom Knox (technici) voor "Toto IV"
- Producer of the Year: Toto

## Tracks
1. "Rosanna"
2. "Make Believe"
3. "I Won't Hold You Back"
4. "Good for You"
5. "It's a Feeling"
6. "Afraid of Love"
7. "Lovers in the Night"
8. "We Made It"
9. "Waiting for Your Love "
10. "Africa"

## Musici
- David Hungate - Basgitaar;
- Bobby Kimball - Zang;
- Steve Lukather - Gitaar en zang;
- David Paich - Toetsen en zang;
- Jeff Porcaro - Slagwerk;
- Steve Porcaro - Toetsen.

Tijdens de tournee werd Hungate al vervangen door Mike Porcaro.